# Squalus altipinnis
 Squalus altipinnis  — вид рода колючих акул семейства катрановых акул отряда катранообразных. Обитает в восточной части Индийского океана. Известен всего по двум экземплярам. Встречается на глубине до 305 м. Максимальный зарегистрированный размер 58,9 см. Не представляет интереса для коммерческого рыболовства.

## Таксономия
Впервые научно вид описан в 2007 году. Голотип представляет собой взрослого самца длиной 58,6 см, пойманного в 1984 году у западного побережья Австралии (17°18' ю.ш. и 120°09' в.д.) на глубине 305 м. Паратип — взрослый самец длиной 58,9, пойманный там же на глубине 298 м. Видовой эпитет происходит от слов лат. alti — «высокий»
лат. pinna — «перо», «крыло», «плавник». Ранее этот вид идентифицировался с видом Squalus sp. C., однако пересмотр рода колючих акул в индо-австралийском регионе выявил присутствие обоих видов.

## Ареал
Squalus altipinnis обитают у западного побережья Австралии. Эти акулы встречаются на материковом склоне на глубине от 298 до 305 м.

## Описание
Максимальный зарегистрированный размер составляет 58,9 см. Расстояние от кончика рыла до второго спинного плавника в 4,3—4,4 раз превышает длину переднего края грудных плавников и в 3,1 раз больше длины каудального края того плавника. Длина головы в 4,4—4,7 раз больше длины глаза. Первый спинной плавник поставлен вертикально. Грудные плавники взрослых акул не серповидной формы. У основания спинных плавников имеются длинные шипы. Основание второго спинного шипа широкое. Окраска тёмно-серого цвета, брюхо светлее. Количество позвонков 114—120.

## Взаимодействие с человеком
Вид не представляет интереса для коммерческого промысла. Иногда в качестве прилова попадает в рыболовные сети. Данных для оценки Международным союзом охраны природы статуса сохранности вида недостаточно.